# Daniel Pacheco Bautista
Daniel Pacheco Bautista (Bogotá, 12 de octubre de 1987) es un actor colombiano radicado en Buenos Aires, Argentina, reconocido por interpretar a "James" o "El colombiano" en la teleserie El marginal y por su participación en la primera serie argentina producida para Netflix, Edha.

## Reseña biográfica
El actor Daniel Pacheco Bautista decidió viajar a Argentina en el 2010 para comenzar sus estudios de teatro. Viajó a sus 24 años a realizar un taller de teatro que duraba cuatro meses los cuales se convirtieron en ocho años ya que se le presentaron interesantes oportunidades para aprender y poner en práctica nuevas técnicas de actuación.

## Carrera
En 2013, participó como antagonista en la serie televisiva Lynch junto a la reconocida Natalia Oreiro y los actores Christian Meyer, Jorge Perugorría, entre otros.
En 2016 interpretó al "Colombiano" en la aclamada serie El Marginal, trasmitida por la TV Pública Argentina y por la cadena de suscripción Netflix. Esta participación lo da a conocer como actor en Argentina y en el resto del mundo a causa del éxito de la serie.
Su llegada al Marginal fue gracias a que realizó un casting en donde requerían la participación de un preso. Daniel lo presentó en los acentos colombiano y argentino. Empezó con el acento argentino pero se dañó el micrófono. Decidió cambiar el libreto y aunque el cambio no fue tomado con agrado, aceptaron que hiciera la propuesta en colombiano. “Arriésguese y hágalo bien”, le dijeron. Después de un mes lo llamaron y logró entrar a la serie. Su voz enigmática y casi en susurro le garantizaron el papel. 
Inicialmente su papel estaba previsto para la primera temporada pero gracias al éxito de la serie y su valiosa puesta en escena, "el colombiano" participó en la 2.ª, 3.ª, 4.ª y 5.ª temporadas, convirtiéndose en uno de los miembros más importantes de "Los Borges", la banda delictiva protagonista (ente otros) de la serie y quien está bajo el mando de Mario Borges de quien el colombiano es su mano derecha.

## Filmografía

### Cine
| Año  | Título              | Personaje      | Notas         |
| ---- | ------------------- | -------------- | ------------- |
| 2014 | Últimos minutos     | Cesar          | Cortometraje  |
| 2015 | Desfasaje           |                | Cortometraje  |
| 2017 | El fútbol o yo      | Trapito        | Participación |
| 2021 | Una tumba para tres | Juan           | Protagonista  |
| 2023 | Partida             | Charly (joven) | Secundario    |

### Televisión
| Año       | Título                  | Personaje        | Canal              | País                                       |
| --------- | ----------------------- | ---------------- | ------------------ | ------------------------------------------ |
| 2012      | Lynch                   |                  | Moviecity          | Bandera de Argentina · Bandera de Colombia |
| 2015      | Hermanitas Calle        | Luque            | Caracol televisión | Bandera de Colombia                        |
| 2016-2022 | El marginal             | James "Colombia" | TV Pública         | Bandera de Argentina                       |
| 2018      | Edha                    | Manito           | Netflix            | Bandera de Argentina                       |
| 2018      | Sandro de América       | Reynaldo         | Telefe             | Bandera de Argentina                       |
| 2018      | Un gallo para esculapio | Médico           | TNT                | Bandera de Argentina                       |
| 2022      | Diario de un gigoló     | Andrés           | Netflix            | Bandera de Estados Unidos                  |
| 2022      | El hincha               | "Tenaza"         | El nueve           | Bandera de Argentina                       |
| 2022      | Robo mundial            | Sandor           | Star+              | Bandera de Argentina                       |

## Teatro
| Año       | Título | Papel | Lugar          |
| --------- | ------ | ----- | -------------- |
| 2023-2024 | Wasabi | Willy | Paseo La Plaza |